# Drusus goembensis
Drusus goembensis är en nattsländeart som beskrevs av Füsun Sipahiler 1991. Drusus goembensis ingår i släktet Drusus och familjen husmasknattsländor. Inga underarter finns listade i Catalogue of Life.